# Ołeksandriwka (rejon chmielnicki, obwód winnicki)
Ołeksandriwka (ukr. Олександрівка) – wieś na Ukrainie, w obwodzie winnickim, w rejonie chmielnickim, w hromadzie Chmielnik. W 2001 liczyła 443 mieszkańców, spośród których 441 wskazało jako ojczysty język ukraiński, 1 rosyjski, a 1 inny.